# James Stirling (arquitecto)
James Frazer Stirling (Glasgow, 22 de abril de 1926 - Londres, 25 de junio de 1992) fue un arquitecto británico. Nació en Glasgow, en Escocia, y estudió arquitectura en la Universidad de Liverpool. Terminados sus estudios universitarios trabajó durante varios años en un estudio de arquitectos de Londres y posteriormente estableció su propio despacho, también en Londres, con un socio, James Gowan.
Influenciados por las obras tardías de Le Corbusier, Stirling y su socio diseñaron varios edificios que marcaron un nuevo estilo, combinando en las fachadas el ladrillo con el hormigón visto. En 1963 se separó de Gowan, y en 1971 se asoció con Michael Wilford y a partir de ese momento asumió mayor liderazgo en el diseño.
Diseñar edificios más humanos es otra constante en la trayectoria de Stirling. Las consideraciones humanísticas del edificio, dentro de su entorno, dominan todo lo relativo a la estructura, la estética e incluso la economía.
A finales de los setenta empezó a alejarse de la subordinación de sus edificios a la coherencia funcional y constructiva, que había caracterizado una parte de la arquitectura moderna, pasando a ocupar una posición más relevante en su estética la combinación de aspectos puramente formales (colorido, ornamentación...), que hizo de él un representante del postmodernismo.
En 1981 Stirling recibió el premio Pritzker.

## Obras representativas

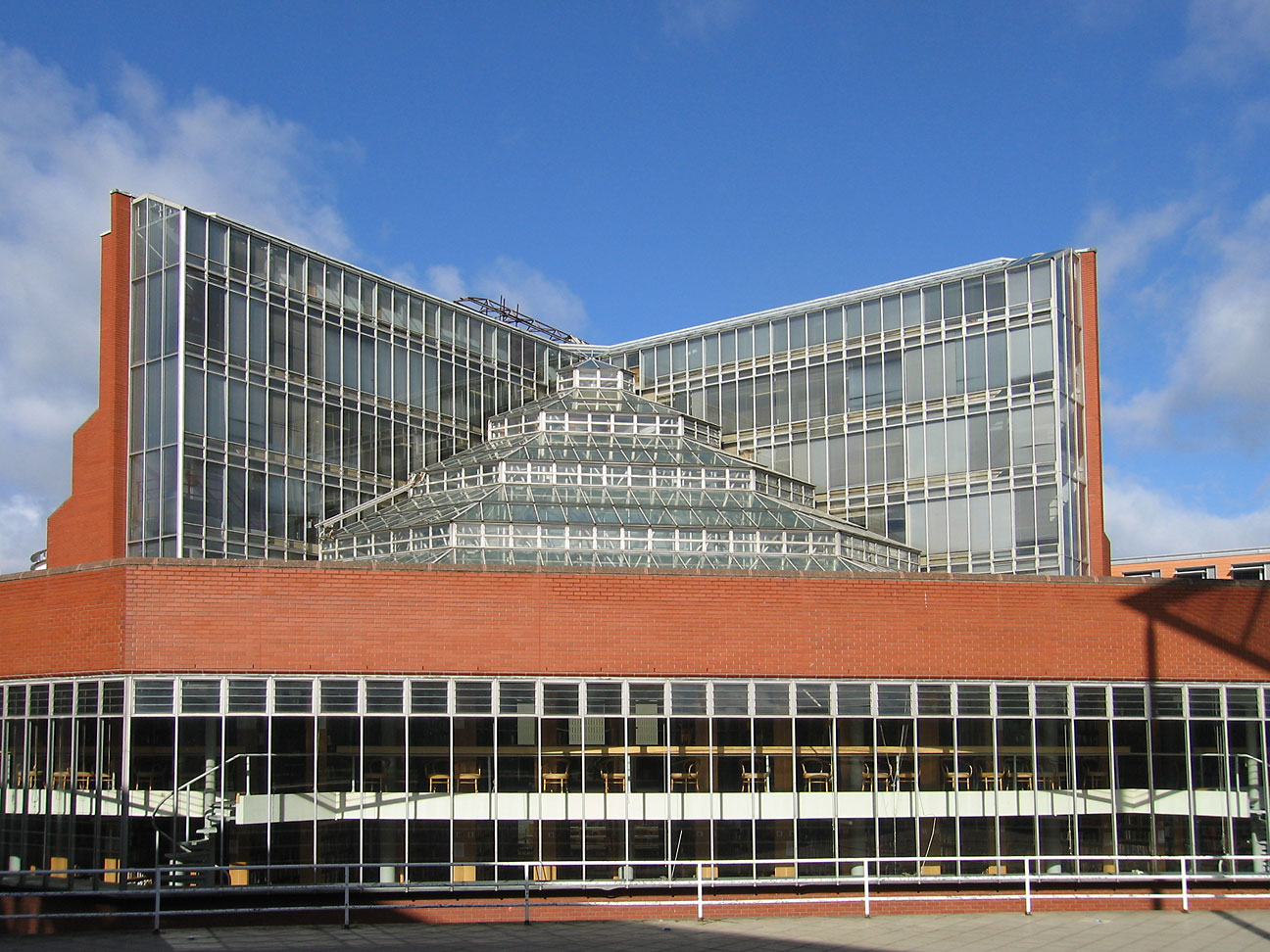
Facultad de Historia de la Universidad de Cambridge.

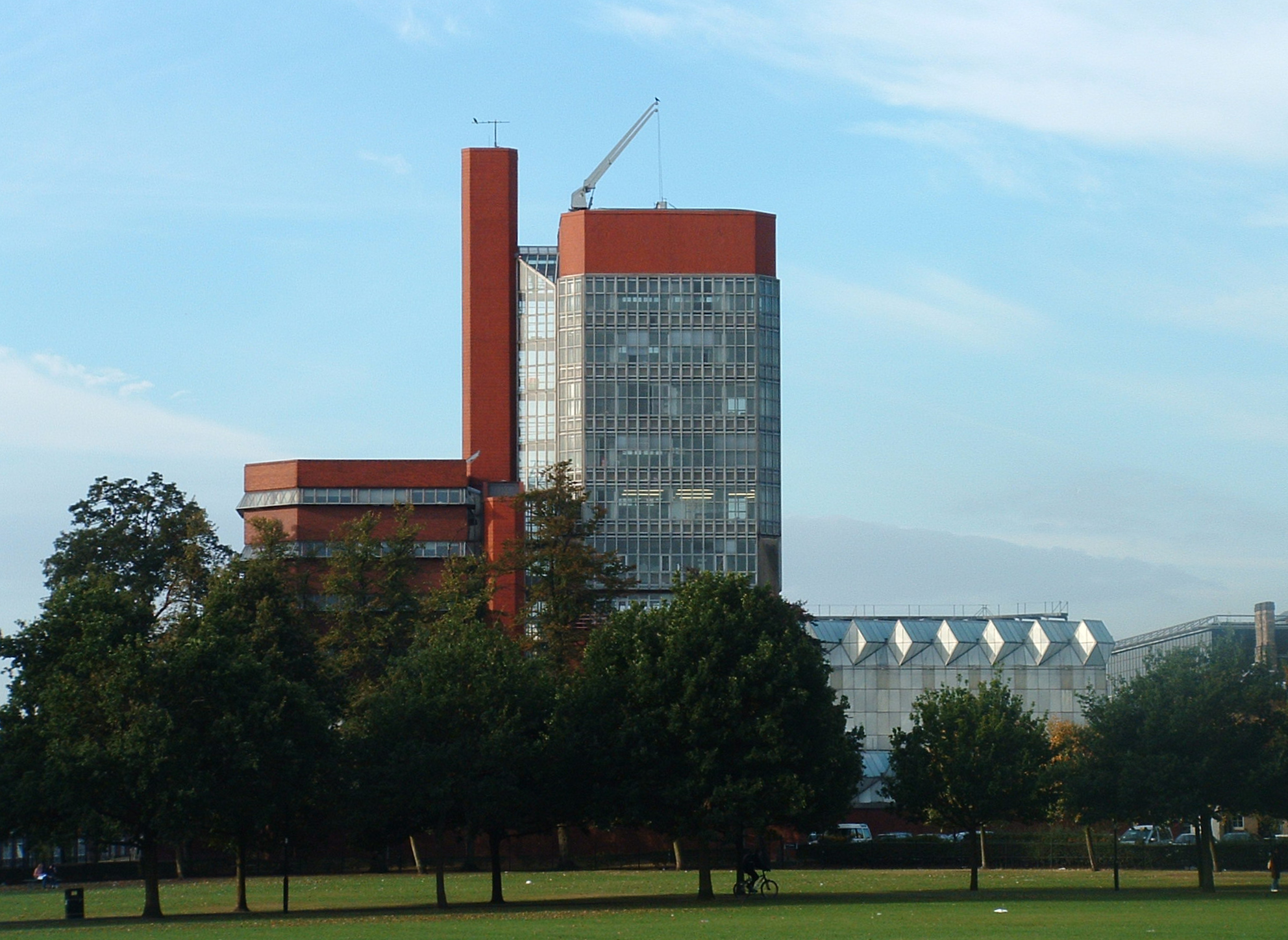
Escuela de Ingeniería de Leicester.

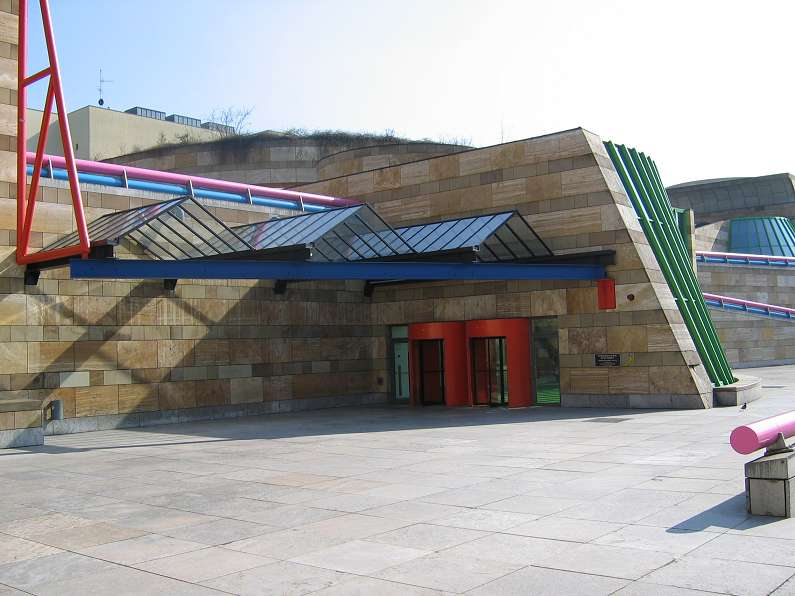
Entrada principal a la Nueva Galería Estatal de Stuttgart.

- Escuela de Ingeniería, Universidad de Leicester, Leicester (Inglaterra)
- Centro de Formación de Olivetti, Haslemere (Inglaterra)
- Facultad de Historia, Universidad de Cambridge, Cambridge (Inglaterra)
- Ampliación de la Universidad Rice, Texas (EE. UU)
- Centro de Ciencias Sociales,  Berlín (Alemania)
- Centro de Artes Dramáticas, Universidad Cornell, Ithaca (Nueva York) (EE. UU)
- Escuela Politécnica Temasek, Singapur
- Ampliación del Museo Tate Gallery, Liverpool (Inglaterra)
- Edificio Anexo al Museo Fogg, Universidad de Harvard, Boston (EE. UU)
- Complejo Residencial Runcorn New Town, Runcorn New Town (Inglaterra)
- Nueva Galería Estatal, Stuttgart  (Alemania)
- Escuela Superior Universitaria, Singapur
- Fábrica de productos médicos de B. Braun, Melsungen (Alemania)